# Kreuz Oberhausen
Kreuz Oberhausen is een knooppunt in de Duitse deelstaat Noordrijn-Westfalen,
Op dit klaverbladknooppunt ten noordwesten van Oberhausen sluiten de A2 vanuit Werder en de A516 vanuit Oberhausen-Centrum aan op de A3 Emmerich am Rhein - Passau.

## Geografie
Het Kreuz Oberhausen ligt midden in het Ruhrgebiet 10 km ten noorden van het centrum van Oberhausen. Het vormt de verbinding tussen twee belangrijke verkeersassen in Duitsland, te weten de A2 naar Berlijn en de A3 Nederland-Oostenrijk.

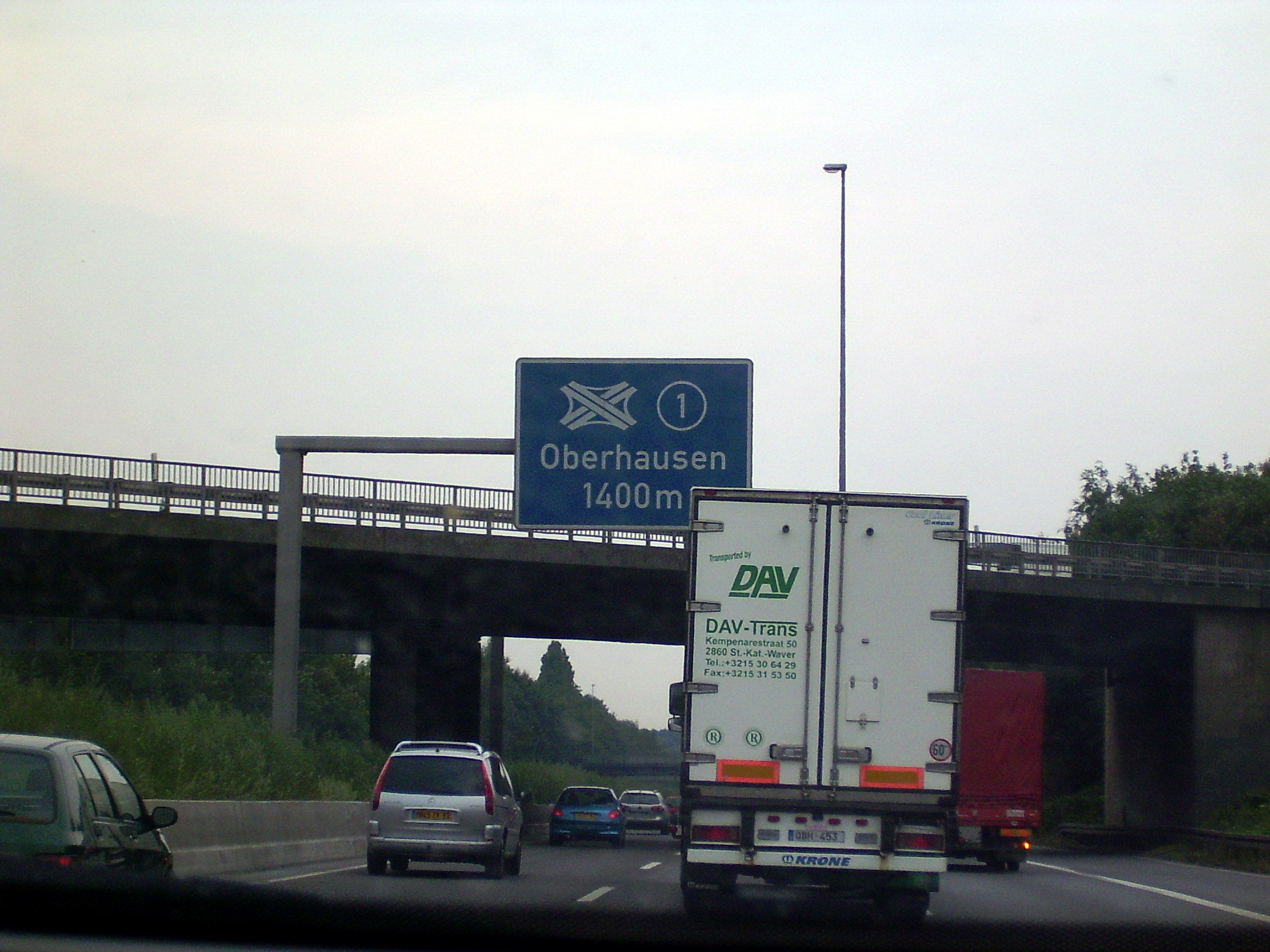
A2 net voor het Kreuz Oberhausen

## Geschiedenis
Het knooppunt werd geopend in 1961 toen de A3 tussen Wesel en Oberhausen, ook wel de "Hollandlinie" genoemd, samen met de "afrit Oberhausen" (Duits: „Anschluss Oberhausen“) (later A516). Tot de herstructurering van de Autobahnnummering in 1992 liepen de A2 en A3 vanaf hier samen naar Kreuz Kaiserberg. Na de hernummering werd Kreuz Oberhausen het beginpunt van de A2.
In de eerste plannen had het knooppunt de naam Autobahndreieck Oberhausen, maar toen men de A516 vanuit Oberhausen aansloot werd het Autobahnkreuz Oberhausen.
Tussen november 2010 en 2012 hebben ze in 2 fases de brug in het knooppunt vervangen, eerst het westelijke en daarna het oostelijke deel.

## Configuratie
Knooppunt
Het is een klaverbladknooppunt met één rangeerbaan voor de A516
en twee rangeerbanen voor zowel de A2 als de A3.
Rijstrook
Nabij het knooppunt hebben zowel de A3-west als de A516 2x2 rijstoken, Zowel de A2 Als de A3-zuid hebben 2x3 rijstroken.
De verbindingsweg Emmerich>Duisburg heeft twee rijstroken. Alle andere verbindingswegen hebben één rijstrook.

## Bijzonderheid
In het midden van de verbindingslus Arnhem-Dortmund ligt een post van de Autobahnpolizei.

## Verkeersintensiteiten
Dagelijks passeren ongeveer 170.000 voertuigen het knooppunt.
|+Handmatige w=verkeerstelling 2010.
| Van                   | Naar                           | Gemiddeld aantal voertuigen per dag |
| --------------------- | ------------------------------ | ----------------------------------- |
| AK Oberhausen         | AS Oberhausen-Königshardt      | 113.700                             |
| AS Dinslaken-Süd (A3) | AK Oberhausen                  | 66.800                              |
| AK Oberhausen         | AS Oberhausen-Holten (A3)      | 114.900                             |
| AK Oberhausen         | AS Oberhausen-Sterkrade (A516) | 38.800                              |

## Richtingen knooppunt
| Aansluitende wegen                    | Aansluitende wegen                   | Aansluitende wegen | Aansluitende wegen | Aansluitende wegen  |
| ------------------------------------- | ------------------------------------ | ------------------ | ------------------ | ------------------- |
| richting Emmerich / Arnhem            |                                      |                    |                    |                     |
|                                       |                                      |                    |                    |                     |
|                                       | richting Emden / Dortmund / Hannover |                    |                    |                     |
|                                       |                                      |                    |                    |                     |
| richting Duisburg / Düsseldorf / Köln |                                      |                    |                    | richting Oberhausen |